# Zaliznea (Holovenka), Jîtomîr
Zaliznea (în ucraineană Залізня) este un sat în comuna Holovenka din raionul Jîtomîr, regiunea Jîtomîr, Ucraina.

## Demografie
Componența lingvistică a localității Zaliznea
     Ucraineană (84,18%)
     Rusă (15,82%)
Conform recensământului din 2001, majoritatea populației localității Zaliznea era vorbitoare de ucraineană (84,18%), existând în minoritate și vorbitori de rusă (15,82%).